# Astragalus hypoglottis
Astragale pourpre
Espèce
Classification phylogénétique
Astragalus hypoglottis, l'astragale pourpre, est une espèce de plantes à fleurs de la famille des Fabaceae. C'est une plante herbacée originaire du sud-ouest de l'Europe.

## Description
C'est une plante herbacée vivace velue et étalée, de 10 à 30 cm. Ses feuilles, oblongues, pennées, sont composées de folioles ovales à elliptiques. La tige portant l'inflorescence en grappe serrée est dressée. Les fleurs de rose-pourpre à rouge-pourpre ont un étendard 2 à 3 fois plus long que les pétales inférieurs. Le fruit est une gousse, velue, trapue.

On rencontre l'astragale pourpre dans les montagnes du sud de l'Europe, dans les pelouses chaudes et basiques.

### Organes reproducteurs
- Couleur dominante des fleurs : rose
- Période de floraison : mai - juillet
- Inflorescence : racème capituliforme
- Sexualité : hermaphrodite
- Pollinisation : entomogame

### Graine
- Fruit : gousse
- Dissémination : épizoochore

### Répartition et habitat
- Chorologie : orophyte alpien méridional

Données d'après : Julve, Ph., 2017 ff. - Baseflor. Index botanique, écologique et chorologique de la flore de France. Version : 09 février 2017

## Galerie

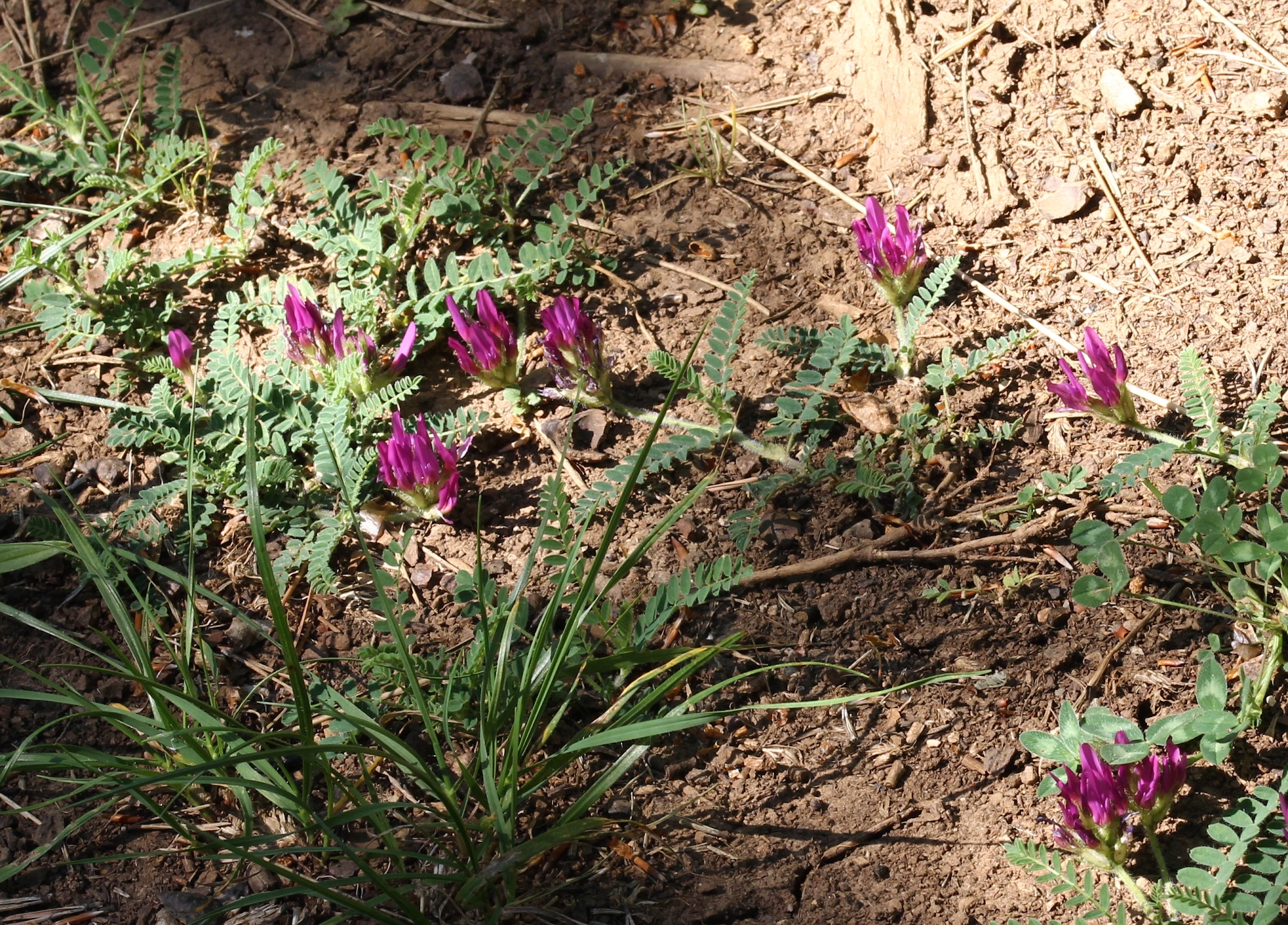
Astragalus hypoglottis - port.
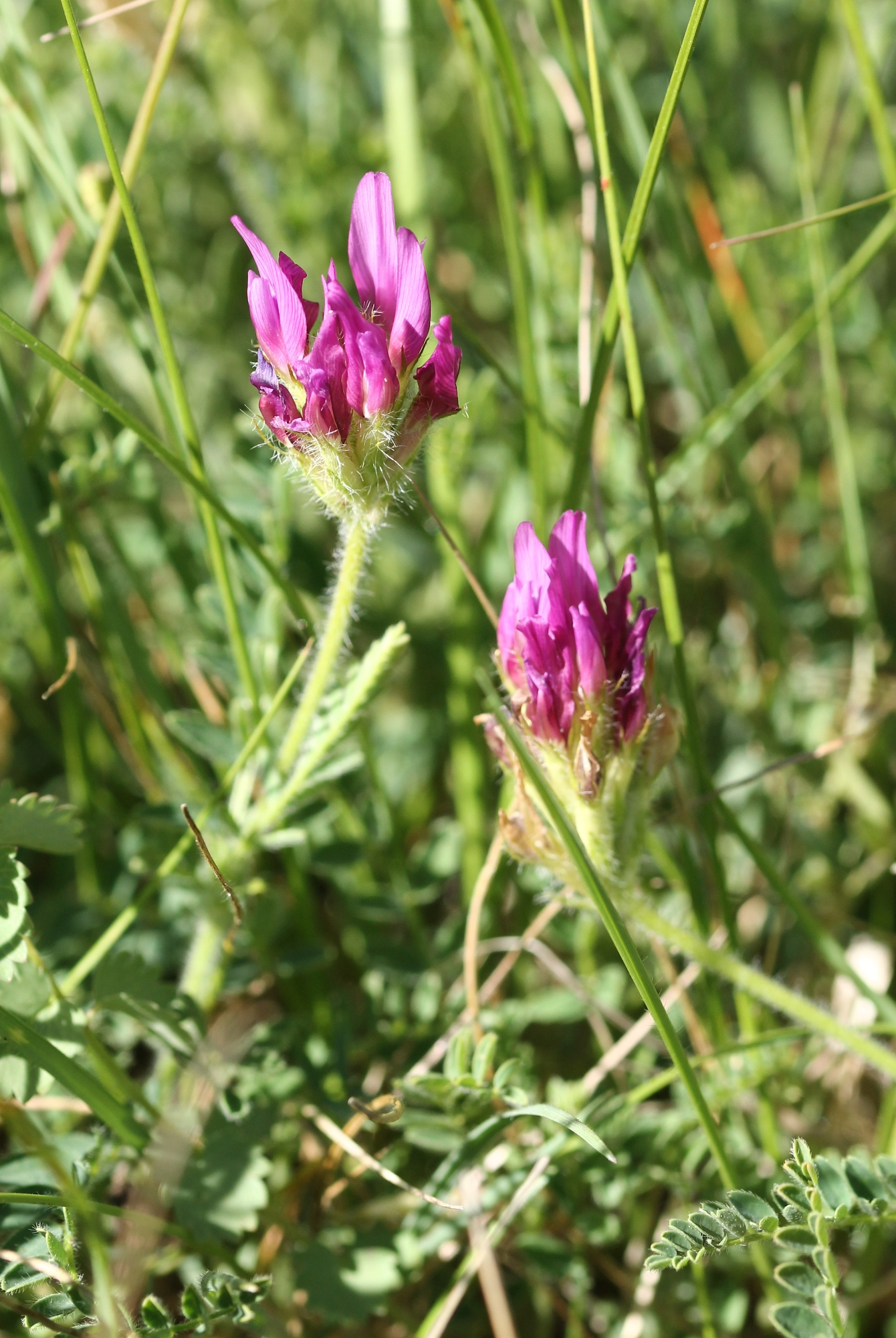
Astragalus hypoglottis - inflorescence.

## Synonymes
- Astragalus onobrychis subsp. hypoglottis (L.) Bonnier & Layens, 1894
- Astragalus onobrychis subsp. hypoglottis sensu Bonnier, 1914
- Astragalus onobrychis subsp. purpureus Bonnier, 1913
- Astragalus onobrychis subsp. purpureus (Lam.) Bonnier & Layens, 1894
- Astragalus phacaceus Arv.-Touv., 1871
- Astragalus pulchellus Salisb., 1796
- Astragalus purpureus Lam., 1783
- Hypoglottis purpurea (Lam.) Fourr., 1868
- Solenotus purpureus (Lam.) Steven, 1832
- Tragacantha hypoglottis (L.) Kuntze, 1891

## Sous-espèces
- Astragalus hypoglottis L. subsp. hypoglottis
- Astragalus hypoglottis subsp. gremlii (Burnat) Greuter & Burdet